# Limenitis lorquini
Limenitis lorquini är en fjärilsart som beskrevs av Jean Baptiste Boisduval 1852. Limenitis lorquini ingår i släktet Limenitis och familjen praktfjärilar. Inga underarter finns listade i Catalogue of Life.

## Bildgalleri

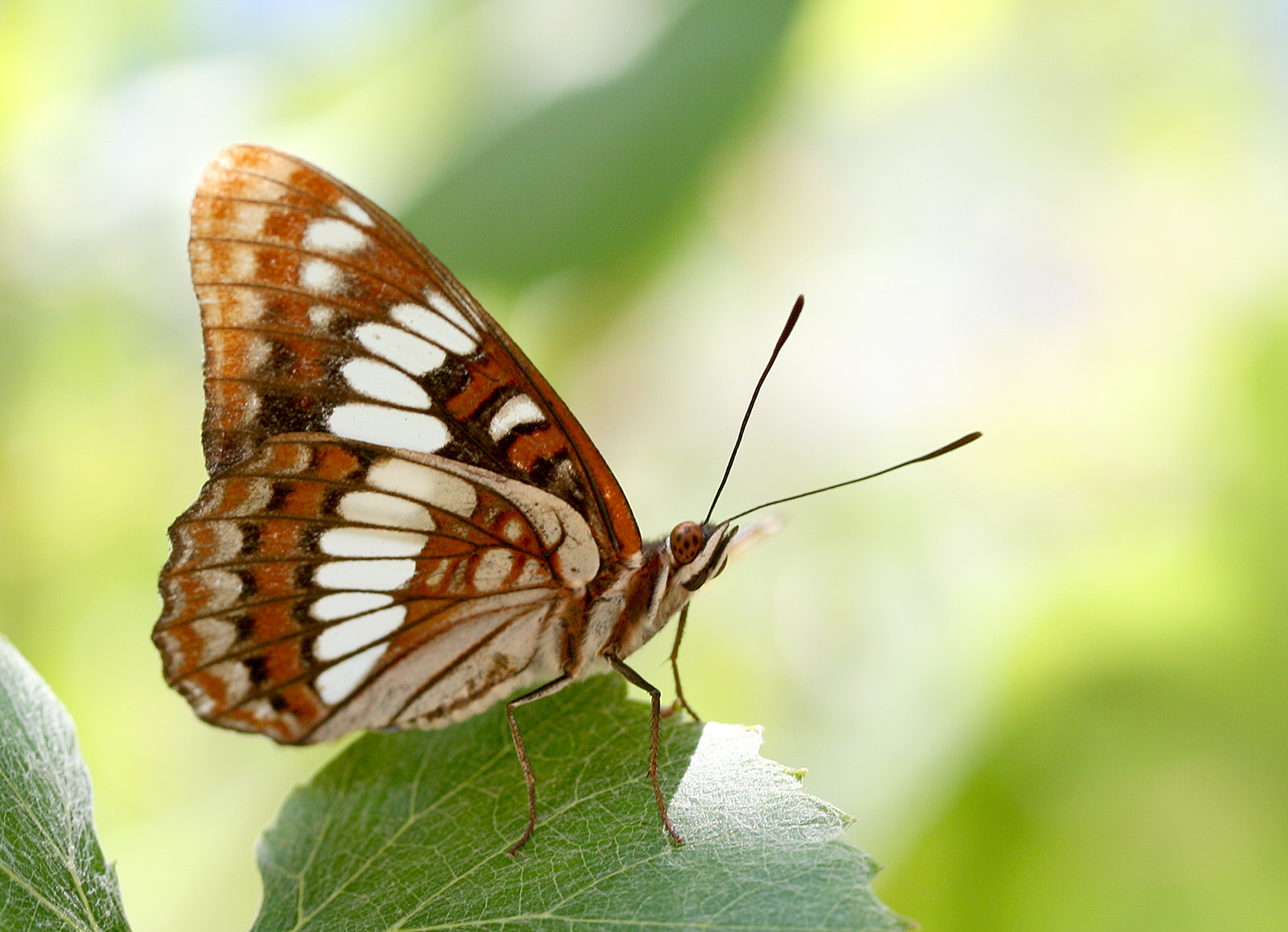